# Nature One

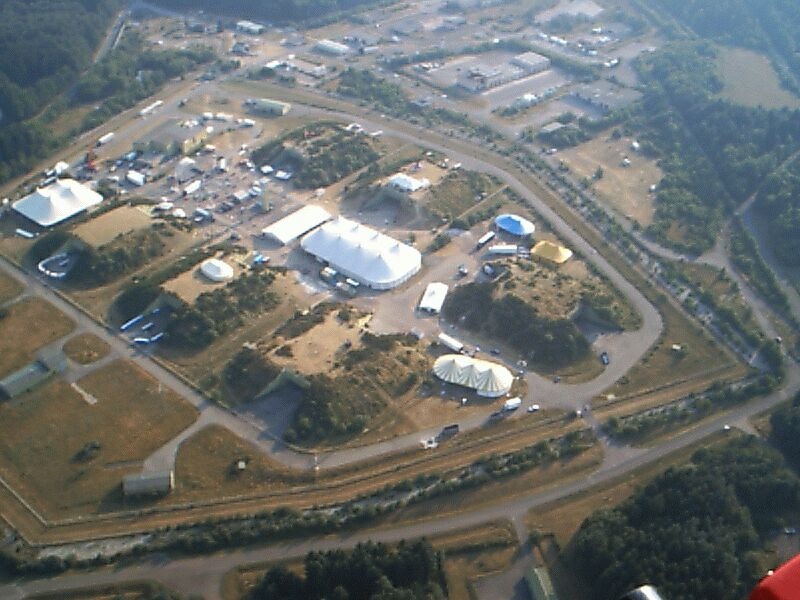
Pydna durant el Nature One del 2003

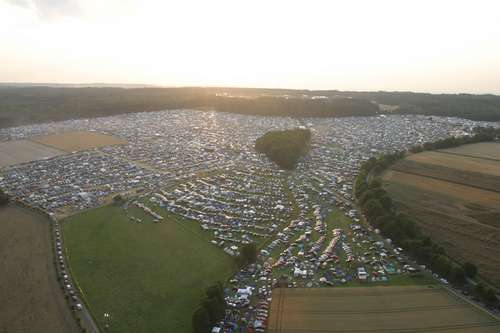
Nature One 2004 Acampada

El Nature One és un gran festival a l'aire lliure de música electrònica, on acudeixen molts discjòqueis d'Alemanya i de tot el món. No és tan gran o vell com el Maydayperò el Nature One va acabar superant-lo en assistència, ja que el Mayday només dura un dia, mentre que el Nature One en dura dos, de divendres a diumenge de matí. El primer Nature One va tenir lloc a prop de l'aeorport de Frankfurt el 1995.
La música que es punxa és techno, hardtechno, trance, drum'n'bass, electro, schranz, etc. Al contrari que el Love Parade, el Nature One costa uns 70 euros (2010). Una de les atraccions principals a part de la música, és l'exhibició dels focs artificials a la nit del dissabte. El festival dura sempre durant un ampli cap de setmana al primer cap de setmana d'agost.
El 2004 el festival va tenir una assistència d'aproximadament unes 53.000 persones, de les quals 40.000 varen utilitzar els camps pròxims per acampar-hi el cap de setmana sencer. Algunes persones que no poden pagar-se l'entrada o simplement que no poden entrar-hi, opten per restar fora com a alternativa. El festival en si mateix s'estructura en diferents floors, el principal, a l'aire lliure; un altre dins una carpa, un en un jardí anomenat Groovalistic i d'altres en àrees més petites. La majoria d'aquestes sales estan situades en una zona militar ara desocupada, és un lloc idoni per a muntar-hi un festival d'aquestes dimensions.